# Scoliopteryx approximata
Scoliopteryx approximata är en fjärilsart som beskrevs av Barend J. Lempke 1949. Scoliopteryx approximata ingår i släktet Scoliopteryx och familjen nattflyn. Inga underarter finns listade.